# كتيب الوصفات الوطني البريطاني للأطفال
كُتَيِّبُ الوَصْفاتِ الوَطَنِيّ البريطانيّ للأَطفال (بالإنجليزية: British National Formulary for Children)‏ (وَيُشار له اختصارًا: BNF-C)، هو مصدر طبي وصيدلاني يحتوي معلومات واسعة حول علم الصيدلة والوصفات الطبية ومعلومات أخرى حول الأدوية خاصة بالأطفال توفرها هيئة الخدمات الصحية الوطنية. الدليل مرادف للدليل الوطني البريطاني.
الطبعة الحالية (2017-2018) هي الطبعة الثالثة عشر.

## النسخ الإلكترونية
تتوفر نسخة إلكترونية لأجهزة الهاتف والأجهزة اللوحية التي تعمل بنظام أندرويد أو آي أو أس.

## نسخ سابقة
- نسخة 2016-2017
- نسخة 2015-2016
- نسخة 2013-2014
- نسخة 2012-2013